# 拉貝撞擊坑
拉貝撞擊坑（英語：Rabe）是位於火星挪亚区的撞擊坑，中心座標43.9°S，325.1°W。該撞擊坑的直徑108公里，以德國天文學家威廉·拉貝命名。在該撞擊坑底有大面積的沙丘地。

## 圖集

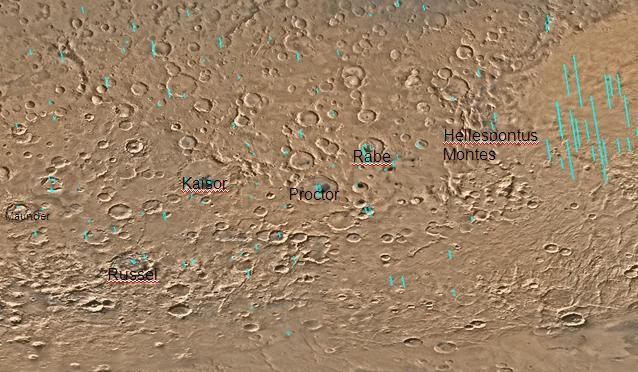
火星挪亚区地圖，拉貝撞擊坑位於地圖中央附近。
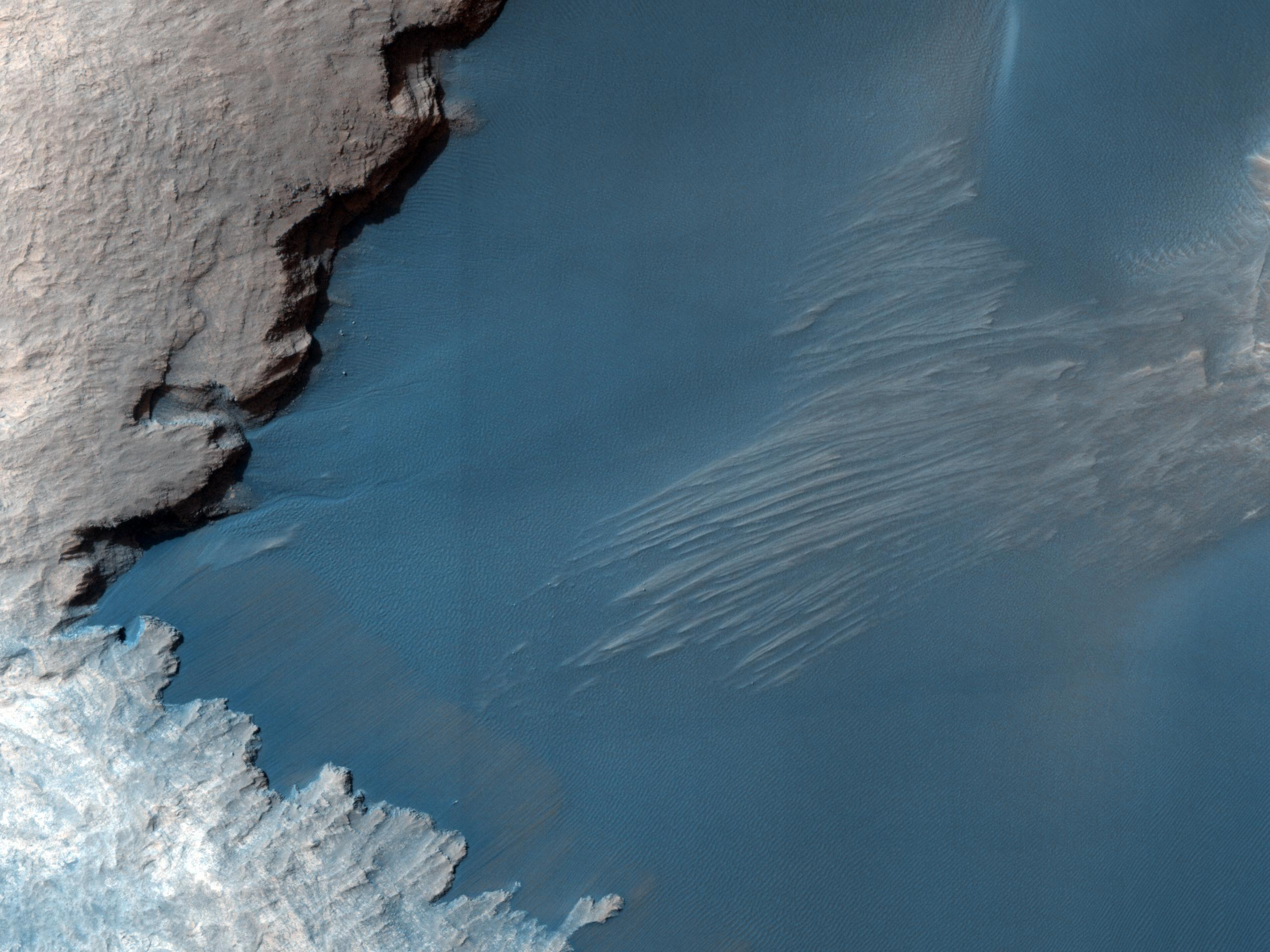
拉貝撞擊坑底部分影像。
對應上圖地區的地形圖